# Réservoir de Saïano-Chouchensk
Le réservoir de Saïano-Chouchensk (en russe : Саяно-Шушенское водохранилище, Saïano-Chouchenskoïe vodokhranilichtche) est un vaste réservoir d'eau douce situé sur le fleuve Ienisseï, en Russie.
Construit entre 1961 et 1988 et utilisable dès 1978, il est formé par le barrage de Saïano-Chouchensk (Саяно-Шушенская ГЭС, Saïano-Chouchenskaïa GuES) et fait partie de la réserve naturelle de Saïano-Chouchensk fondée en 1976. 
Il alimente deux centrales électriques au sud de la ville de Saïanogorsk, en république de Khakassie.

## Géographie
Le lac est situé dans le sud de la Sibérie moyenne, sur les territoires de la république autonome de Khakassie et du krai de Krasnoïarsk.

## Histoire
Le 17 août 2009, à la suite d'une rupture de canalisation à 8 h 15 (heure locale), la salle des machines de la centrale hydroélectrique fut envahie par les eaux. L'accident fit 67 morts, 15 blessés et 8 disparus.